# Susan Latshaw
Susan Latshaw –conocida como Sue Latshaw–  es una deportista estadounidense que compitió en triatlón. Ganó una medalla en el Campeonato Mundial de Ironman de 1993, y dos medallas en el Campeonato Mundial de Xterra Triatlón en los años 1997 y 1998.

## Palmarés internacional
| Campeonato Mundial | Campeonato Mundial     | Campeonato Mundial | Campeonato Mundial |
| Año                | Lugar                  | Medalla            | Prueba             |
| ------------------ | ---------------------- | ------------------ | ------------------ |
| 1993               | Hawái (Estados Unidos) | Medalla de bronce  | Individual         |

| Campeonato Mundial | Campeonato Mundial    | Campeonato Mundial | Campeonato Mundial |
| Año                | Lugar                 | Medalla            | Prueba             |
| ------------------ | --------------------- | ------------------ | ------------------ |
| 1997               | Maui (Estados Unidos) | Medalla de bronce  | Individual         |
| 1998               | Maui (Estados Unidos) | Medalla de oro     | Individual         |